# ГЕС Wǎnmǐpō
ГЕС Wǎnmǐpō (碗米坡水电站) — гідроелектростанція у центральній частині Китаю в провінції Хунань. Знаходячись між ГЕС Shídī (вище по течії) та ГЕС Fèngtān, входить до складу каскаду на річці Youshui, лівій притоці Юаньцзян, котра впадає до розташованого на правобережжі Янцзи великого озера Дунтін.
В межах проекту річку перекрили греблею із ущільненого котком бетону висотою 67 метрів та довжиною 238 метрів. Вона утримує водосховище з об'ємом 253 млн м3 (корисний об'єм 125 млн м3) та припустимим коливанням рівня поверхні у операційному режимі між позначками 238 та 248 метрів НРМ (під час повені рівень може зростати до 254,1 метра НРМ, а об'єм — до 378 млн м3).
Пригреблевий машинний зал обладнали трьома турбінами типу Френсіс потужністю по 80 МВт, які використовують напір від 34,6 до 44,7 метрів (номінальний напір 39 метрів) та забезпечують виробництво 792 млн кВт-год електроенергії на рік.
Видача продукції відбувається по ЛЕП, розрахованій на роботу під напругою 220 кВ.